# Saint-Jean-Chambre
Saint-Jean-Chambre é uma comuna francesa na região administrativa de Auvérnia-Ródano-Alpes, no departamento de Ardèche. Estende-se por uma área de 15,26 km². Em 2010 a comuna tinha 262 habitantes (densidade: 17,2 hab./km²).